# 泡轮虫属
泡轮虫属（Pompholyxophrys）是有孔虫界下的一个属。泡轮虫属则属于核形虫目。

## 下属分类
本科包括以下属：
- 紫红泡轮虫 Pompholyxophrys punicea Archer[3]